# Adonisedek
Adonisedek (Hebreeuws: אֲדֹנִי־צֶדֶק, ’ǎdonî ṣædæq, "mijn heer is gerechtigheid") was volgens Jozua in de Hebreeuwse Bijbel de koning van Jeruzalem ten tijde van de intocht van de Israëlieten in Kanaän. 
In Jozua 10 staat het verhaal over de Slag bij Gibeon, waarin Adonisedek en vier andere koningen waarmee hij een verbond had gesloten door de Israëlieten volledig werden verslagen. De koningen werden door Jozua zelf gedood, waarna hij hun lichamen aan vijf bomen hing tot aan de avond. Daarna werden de lijken in een grot gegooid waar zij zich eerst hadden verscholen. 